# Hervé Ndonga
Hervé Ndonga Mianga (sinh ngày 2 tháng 5 năm 1992) là một cầu thủ bóng đá người CHDC Congo, hiện tại thi đấu cho TP Mazembe ở vị trí tiền vệ.

## Sự nghiệp
Mianga thi đấu cho Thành phố Mazembe ở Giải bóng đá Cúp câu lạc bộ thế giới 2010, vào sân từ ghế dự bị trong trận chung kết nơi họ thất bại 3-0 trước Internazionale.